# Blepharipa albocincta
Blepharipa albocincta är en tvåvingeart som först beskrevs av Louis-Paul Mesnil 1970.  Blepharipa albocincta ingår i släktet Blepharipa och familjen parasitflugor. Inga underarter finns listade i Catalogue of Life.